# Antonio "El Chaqueta"
Antonio "El Chaqueta" Fernández de los Santos (La Línea de la Concepción (Cádiz), 10 de mayo de 1918 - Madrid, 1980), fue un cantaor de flamenco de la famosa Dinastía de los Chaqueta, de la que formaban parte sus padres, hermanos y hermanas, entre ellos, Salvador el Pantalón, José el Chaleco o María Imperio de Granada.
Su madre, Tomasa la Fideíto, provenía de familias de larga tradición flamenca, como los Fideíto de Jerez y los Agujetas.

## Biografía
Perteneció a una familia gitana de larga tradición flamenca, la "Dinastía de Los Chaqueta”. En los comienzos de su carrera utilizó el mismo sobrenombre que su padre, El Mono. Apenas fue conocido fuera de los ambientes de la reunión flamenca, en colmaos, ventas, etc. Su madre Tomasa la Fideíto, provenía de familias de larga tradición flamenca como los Fideíto de Jerez y Los Agujetas. Sus ocho hermanos despuntaron también en el arte flamenco.
Fijo durante muchos años en Villa Rosa de Madrid. Los buenos aficionados siempre valoraron en alto grado su gran conocimiento del canto, especialmente de estilos a punto de perderse, como las romeras, sus trabalenguas también fueron y son germen de la nueva manera de ver el flamenco, además de ser una de las primeras figuras del flamenco en adaptar boleros y canciones populares por bulerias, entre otros palos.
Muy amigo de la gran Lola Flores, con la que compartió correrías, en tablaos y en las denominadas  "fiestas de señoritos".
En la década de 1970 se trasladó a Málaga, ciudad en la que las peñas Juan Breva y El sombrero le rinden homenaje en 1977, en el que participaron Fosforito, Ángel de Álora, María la Faraona, Gitanillo de Vélez.
Se relacionó, con la que él llamaba cariñosamente "prima", la cantaora conocida como La Repompa de Málaga.

## Obra
En una Antología del sello Hispavox, puso en circulación nuevamente una espléndida versión del canto por romeras, ya casi olvidadas. Era el cantante a quien más admiraba Camarón de la Isla y en algunos de sus cantes se encuentran influencias del Chaqueta.[cita requerida]

## Reconocimientos
En 1986, Camarón de la Isla le rindió homenaje en su disco Te lo dice Camarón ( tema titulado -Homenaje a Chaqueta).
En 2008, el cantaor flamenco Enrique Morente incluyó una reseña, en el tema Adiós Málaga de su disco Pablo de Málaga, al insigne cantaor linense, por su relación con la capital de la Costa del Sol.
En 2017 se organiza el I Congreso Flamenco Antonio El Chaqueta